# تیمیزارت
تیمیزارت (به عربی: تیمیزارت) یک شهرداری در الجزایر است که در استان تیزی وزو واقع شده‌است.